# Skee
Skee è un'area urbana della Svezia situata nel comune di Strömstad, contea di Västra Götaland.
La popolazione rilevata nel censimento 2010 era di 583 abitanti .